# Vladimir Petković
Vladimir Petković (ur. 15 sierpnia 1963 w Sarajewie) – bośniacki piłkarz pochodzenia chorwackiego, grający na pozycji pomocnika, trener piłkarski. Posiada obywatelstwo szwajcarskie, chorwackie i bośniackie.

## Kariera piłkarska

### Kariera klubowa
W 1981 rozpoczął karierę w FK Sarajevo, w którym prawie nie grał. Stamtąd po 3 latach przeniósł się do Rudaru Prijedor, a w 1985 powrócił na krótko do FK Sarajevo, z którym zdobył mistrzostwo Jugosławii. Następnie udał się do słoweńskiego klubu NK Koper, gdzie spędził tylko jeden sezon, po czym po raz drugi powrócił do FK Sarajevo.
Od początku powstania napięć etnicznych w kraju, która później przerodziła się w wojnę, Petković wyjechał do Szwajcarii, gdzie bronił barw klubów FC Chur 97, FC Sion i FC Martigny-Sports. Oprócz występów piłkarskich, pracował jako magazynier w Giubiasco. Tylko po przejściu w 1993 roku do AC Bellinzona przestał pracować dodatkowo. Potem grał w FC Locarno, SC Buochs i FC Malkantore Agno.

## Kariera trenerska
Jeszcze będąc piłkarzem AC Bellinzona łączył funkcje trenerskie, a następnie na takich samych warunkach pracował w FC Malkantore Agno, z którym w 2003 roku zdobył mistrzostwo 1. Liga Classic, a rok później zajął 4. miejsce w Swiss Challenge League. W 2004 roku FC Malkantore z powodu problemów finansowych został zmuszony do przyłączenia się do FC Lugano. Petković został mianowany trenerem zjednoczonego zespołu, który zdobył 8. miejsce w Challenge League. W 2005 roku ponownie stał na czele AC Bellinzona. Pod jego kierownictwem zajął drugie miejsce w Challenge League, ale w meczach play-off o awans do Swiss Super League nie pokonał FC Aarau. W 2008 roku AC Bellinzona dotarła do finału Pucharu Szwajcarii, gdzie przegrała 1-4 z FC Basel. W mistrzostwach po raz kolejny zajął drugie miejsce i stracił ponownie w play-off szansę awansu, tym razem z FC Sankt Gallen. Po tym niepowodzeniu Petković został zwolniony.
W 2008 roku objął prowadzenie BSC Young Boys, podpisując kontrakt na 2,5 roku. Trener natychmiast zmienił układ graczy na 3-4-3, dzięki czemu klub zajął 2. miejsce w mistrzostwach i dotarł do finału Pucharu Szwajcarii. W następnym sezonie trener po raz drugi z rzędu zdobył drugie miejsce w mistrzostwach. W sezonie 2010/2011 klub był w czołówce, ale po remisie z FC Lucern pod koniec mistrzostw został zwolniony z zajmowanego stanowiska.
Latem 2011 poprowadził turecki klub Samsunspor, ale po niecałych sześciu miesiącach został zwolniony w styczniu 2012 po tym, jak klub spadł do „strefy spadkowej”.
15 maja 2012 został mianowany na tymczasowego trenera FC Sion, który miał doprowadzić do końca mistrzostw. Klub pozbawiony ligowych 36 punktów w mistrzostwach przez UEFA z powodu naruszenia w meczach Ligi Europy został zmuszony do udziału w meczach przejściowych. Po dwumeczu z FC Aarau osiągnął zwycięstwo i zachował miejsce w Super League.
2 czerwca 2012 został trenerem włoskiego S.S. Lazio. 26 maja 2013 pod jego kierownictwem zespół zdobył Puchar Włoch. 23 grudnia 2013 podpisał kontrakt z reprezentacją Szwajcarii, na czele której stanął latem 2014 roku po mundialu w Brazylii. 4 stycznia 2014 został zwolniony z Lazio.
W 2023 był jednym z kandydatów do objęcia stanowiska selekcjonera reprezentacji Polski.

## Sukcesy
Zawodnicze
- mistrz Jugosławii: 1985
- zdobywca Pucharu Jugosławii: 1983

Trenerskie
- mistrz 1. Liga Classic: 2003
- wicemistrz Szwajcarii: 2009, 2010
- finalista Pucharu Szwajcarii: 2008, 2009
- zdobywca Pucharu Włoch: 2013